# ماتریس گرین
ماتریس گرین در ریاضیات بویژه در معادلات دیفرانسیل معمولی کمک می‌کند تا جواب خصوصی یک معادله دیفرانسیل ناهمگن درجهٔ اول خطی را پیدا کنیم. این ماتریس اولین بار از سوی ریاضی‌دان انگلیسی جورج گرین پیشنهاد شد.
برای نمونه: عبارت {\displaystyle x'=A(t)x+g(t)\,} را در نظر بگیرید، که در آن {\displaystyle x\,} یک بردار و {\displaystyle A(t)\,} یک تابع ماتریسی {\displaystyle n\times n\,} بر روی {\displaystyle t\,} است که بر روی {\displaystyle t\in I,a\leq t\leq b\,} پیوسته‌است و {\displaystyle I\,} یک بازه‌است.
حال فرض می‌کنیم: {\displaystyle x^{1}(t),...,x^{n}(t)\,} شامل {\displaystyle n\,} جواب مستقل خطی برای معادلهٔ همگن {\displaystyle x'=A(t)x\,} باشد و آن‌ها را در ستون‌های یک ماتریس مرتب می‌کند:
{\displaystyle X(t)=\left[x^{1}(t),...,x^{n}(t)\right].\,}
پس {\displaystyle X(t)\,} یک ماتریس جواب {\displaystyle n\times n\,} برای {\displaystyle X'=AX\,} است.
این ماتریس بنیادی جواب‌های همگن معادله را تولید می‌کند و چنانچه آن را با یک جواب اولیهٔ مشخص جمع کنیم، جواب عمومی معادلهٔ ناهمگن را بدست می‌دهد.
فرض کنید {\displaystyle x=Xy\,} یک جواب عمومی باشد، آنگاه:
{\displaystyle x'=X'y+Xy'\,}
{\displaystyle =AXy+Xy'\,}
{\displaystyle =Ax+Xy'.\,}
و این نشان می‌دهد که {\displaystyle Xy'=g\,} یا {\displaystyle y=c+\int _{a}^{t}X^{-1}(s)g(s)ds\,} که در آن {\displaystyle c\,} یک بردار ثابت دلخواه است.
آنگاه جواب عمومی عبارت خواهد بود از: {\displaystyle x=X(t)c+X(t)\int _{a}^{t}X^{-1}(s)g(s)ds.\,}
نیمهٔ نخست این عبارت، جواب همگن و نیمهٔ دیگر آن جواب خصوصی آن است.
ماتریس گرین به این ترتیب تعریف می‌شود:
{\displaystyle G_{0}(t,s)={\begin{cases}0&t\leq s\leq b\\X(t)X^{-1}(s)&a\leq s<t.\end{cases}}\,}
و جواب خصوصی به صورت زیر نوشته می‌شود:
{\displaystyle x_{p}(t)=\int _{a}^{b}G_{0}(t,s)g(s)ds.\,}